# Racing Bulls
Racing Bulls S.p.A, soutěžící jako Visa Cash App Racing Bulls F1 Team (zkráceně Racing Bulls nebo VCARB), je italský závodní tým Formule 1, který se účastní Formule 1 od roku 2024. Jedná se o jeden ze dvou týmů, které vlastní rakouská firma Red Bull GmbH, druhým je Red Bull Racing.
Tým nesl v letech 2006–2019 název Scuderia Toro Rosso a v letech 2020–2023 Scuderia AlphaTauri. Sezóny 2024 se účastnil pod jménem RB, než se pro rok 2025 přejmenoval na Racing Bulls.
Šéfem týmu je Laurent Mekies, ředitelem Peter Bayer. Současnými jezdci jsou Isack Hadjar a Liam Lawson.

## Historie
Kořeny týmu sahají až k Minardi. Tento tým působil ve Formuli 1 v letech 1985 až 2005, než byl v roce 2006 odkoupen Red Bullem, který z něho vytvořil svůj juniorský tým. V letech 2006 až 2019 působil pod názvem Toro Rosso, v monopostech týmu jezdili například čtyřnásobní mistři světa Sebastian Vettel a Max Verstappen nebo Carlos Sainz Jr.
V roce 2020 bylo Toro Rosso přejmenováno na AlphaTauri, aby propagovalo stejnojmennou módní značku Red Bullu. Podle Franze Tosta a Helmuta Marka k tomuto kroku došlo také proto, aby tým nebyl vnímán pouze jako juniorský, ale jako sesterský.
Tým byl před sezónou 2024 opět rebrandován, tentokrát na Visa Cash App RB Formula One Team. Používána byla také zkratka VCARB.

## Závodní historie
Tým se sezóny 2024 účastnil s Danielem Ricciardem a Júkim Cunodou a motory Honda RBPT. Ricciarda před Grand Prix USA po zbytek sezóny nahradil Liam Lawson. Ten se v roce 2025 přesunul do hlavního týmu a jeho místo získal Isack Hadjar. Liam Lawson se po dvou nevydařených závodech do týmu vrátil, vyměnil si místo s Júkim Cunodou.

## Kompletní výsledky ve Formuli 1
| Legenda k tabulce | Legenda k tabulce                                                                       |
| Barva             | Výsledek                                                                                |
| ----------------- | --------------------------------------------------------------------------------------- |
| Zlatá             | Vítěz                                                                                   |
| Stříbrná          | 2. místo                                                                                |
| Bronzová          | 3. místo                                                                                |
| Zelená            | Bodované umístění                                                                       |
| Modrá             | Nebodované umístění                                                                     |
| Modrá             | Dokončil neklasifikován (NC)                                                            |
| Fialová           | Odstoupil (Ret)                                                                         |
| Červená           | Nekvalifikoval se (DNQ)                                                                 |
| Červená           | Nepředkvalifikoval se (DNPQ)                                                            |
| Černá             | Diskvalifikován (DSQ)                                                                   |
| Bílá              | Nestartoval (DNS)                                                                       |
| Bílá              | Závod zrušen (C)                                                                        |
| Světle modrá      | Pouze trénoval (PO)                                                                     |
| Světle modrá      | Páteční testovací jezdec (TD)                                                           |
| Bez barvy         | Netrénoval (DNP)                                                                        |
| Bez barvy         | Vyřazen (EX)                                                                            |
| Bez barvy         | Nepřijel (DNA)                                                                          |
| Bez barvy         | Odvolal účast (WD)                                                                      |
| Bez barvy         | Nezúčastnil se (prázdné)                                                                |
| Označení          | Význam                                                                                  |
| Tučnost           | Pole position                                                                           |
| Kurzíva           | Nejrychlejší kolo                                                                       |
| †                 | Jezdec nedojel do cíle, ale byl klasifikován, protože odjel více než 90 % délky závodu. |
| ‡                 | Byl udělován poloviční počet bodů, protože bylo odjeto méně než 75 % délky závodu.      |
| Horní index       | Umístění bodujících jezdců ve sprintu                                                   |

| Rok  | Šasi     | Jezdci           | 1   | 2   | 3   | 4   | 5   | 6   | 7   | 8   | 9   | 10  | 11  | 12  | 13  | 14  | 15  | 16  | 17  | 18  | 19  | 20  | 21  | 22  | 23  | 24  | Body | Umístění  |
| ---- | -------- | ---------------- | --- | --- | --- | --- | --- | --- | --- | --- | --- | --- | --- | --- | --- | --- | --- | --- | --- | --- | --- | --- | --- | --- | --- | --- | ---- | --------- |
| 2024 | VCARB 01 |                  | BHR | SAU | AUS | JPN | CHN | MIA | EMI | MON | CAN | ESP | AUT | GBR | HUN | BEL | NLD | ITA | AZE | SGP | USA | MXC | SAP | LAS | QAT | ABU | 46   | 8. místo  |
| 2024 | VCARB 01 | Daniel Ricciardo | 13  | 16  | 12  | Ret | Ret | 154 | 13  | 12  | 8   | 15  | 9   | 13  | 12  | 10  | 12  | 13  | 13  | 18  |     |     |     |     |     |     | 46   | 8. místo  |
| 2024 | VCARB 01 | Júki Cunoda      | 14  | 14  | 7   | 10  | Ret | 78  | 10  | 8   | 14  | 19  | 14  | 10  | 9   | 16  | 17  | Ret | Ret | 12  | 14  | Ret | 7   | 9   | 13  | 12  | 46   | 8. místo  |
| 2024 | VCARB 01 | Liam Lawson      |     |     |     |     |     |     |     |     |     |     |     |     |     |     |     |     |     |     | 9   | 16  | 9   | 16  | 14  | 17† | 46   | 8. místo  |
| 2025 | VCARB 02 |                  | AUS | CHN | JPN | BHR | SAU | MIA | EMI | MON | ESP | CAN | AUT | GBR | BEL | HUN | NED | ITA | AZE | SIN | USA | MXC | SAP | LVG | QAT | ABU | 41*  | 7. místo* |
| 2025 | VCARB 02 | Isack Hadjar     | DNS | 11  | 8   | 13  | 10  | 11  | 9   | 6   | 7   | 16  | 12  | Ret | 208 |     |     |     |     |     |     |     |     |     |     |     | 41*  | 7. místo* |
| 2025 | VCARB 02 | Júki Cunoda      | 12  | 166 |     |     |     |     |     |     |     |     |     |     |     |     |     |     |     |     |     |     |     |     |     |     | 41*  | 7. místo* |
| 2025 | VCARB 02 | Liam Lawson      |     |     | 17  | 16  | 12  | Ret | 14  | 8   | 11  | Ret | 6   | Ret | 8   |     |     |     |     |     |     |     |     |     |     |     | 41*  | 7. místo* |